# Everybody's Got Something to Hide Except Me and My Monkey
Everybody's Got Something to Hide Except Me and My Monkey is een nummer van The Beatles geschreven door John Lennon (toegeschreven aan Lennon-McCartney), afkomstig van het album The Beatles, beter bekend als The White Album. Het nummer is gecoverd door onder andere Fats Domino en Soundgarden.
Merkwaardig is dat in de gezongen tekst het woordje "for" hoorbaar is: except for me and my monkey. Vermoedelijk is dit de juiste tekst, het is in Brits Engels niet correct dat "me" als onderwerp wordt gebruikt.

## Bezetting
- John Lennon - zang, slaggitaar, percussie, handgeklap
- Paul McCartney - achtergrondzang, basgitaar, bel, percussie, handgeklap
- George Harrison - achtergrondzang, leadgitaar, percussie, handgeklap
- Ringo Starr - drums, percussie, handgeklap